# Fortim de São Francisco de Olinda
O Fortim de São Francisco de Olinda, também conhecido como Forte Montenegro e Fortim do Queijo, localiza-se na praia de São Francisco, em Olinda, no litoral do atual estado de Pernambuco, no Brasil.

## História
Na iminência da segunda das invasões holandesas do Brasil (1630-1654), a sua primitiva fortificação remonta a um reduto de campanha, em faxina e terra, erguido em fins de 1629 por determinação do Superintendente da Guerra da Capitania de Pernambuco Matias de Albuquerque (c. 1590-1647), artilhado com duas peças de bronze, para defesa do ancoradouro de Olinda (BARRETTO, 1958;137-138).
O francês MOREAU (1979), assim descreve a sua conquista em Fevereiro de 1630:
"(...) [as forças dos ricos comerciantes de Amsterdão na] Capitania de Pernambuco, tomaram de assalto em pleno meio-dia um forte na costa, no sopé de um monte, em cujo topo está construída a cidade de Olinda, a oito graus além da Linha [do Equador] e a uma légua do Recife (...)."
Ocupado por forças neerlandesas, foi mais tarde ampliado, com planta no formato de um polígono retangular (GARRIDO, 1940:64). Voltou a ser reocupado por forças portuguesas quando da reconquista de Olinda em 1648.
No início do século XIX foi reconstruído em alvenaria pelo Governador e Capitão-general da Capitania de Pernambuco, Caetano Pinto de Miranda Montenegro (1804-1817), pelo que ficou conhecido por Forte Montenegro (GARRIDO, 1940:64).
SOUZA (1885) refere uma informação datada de 1863, afirmando-lhe a qualidade da construção e a facilidade em se a reparar apesar do abandono, jazendo suas quatro peças de artilharia soterradas pela areia (op. cit., p. 82).
Entre 1872 e 1940 abrigou o Farol de Olinda, inicialmente uma torre de ferro forjado que se elevava a dezenove metros acima da preamar, hoje instalado em torre de concreto no morro do Serapião (PRADO, Roberto Coutinho do (Cap. de Fragata). Faróis Brasileiros. Revista Correio Filatélico. Ano 19, Setembro/Outubro 1995, nr. 156. p. 36-40).
GARRIDO (1940) testemunha que o viu em 1938, abandonado, ruíndo com grandes brechas em suas muralhas (op. cit., p. 64).
O forte foi restaurado em 1977 pela Prefeitura Municipal de Olinda, ao final da gestão do prefeito Aredo Sodré da Mota (1973-1977), e encontra-se atualmente em bom estado de conservação, tombado pelo Instituto do Patrimônio Histórico e Artístico Nacional desde 1984. Em seu interior, acedido por uma rampa de cimento, encontra-se a Casa da Guarda. Nas suas muralhas, encontram-se dois antigos canhões sobre bases ornamentais de granito. A estrutura pode ser visitado diariamente no Largo do Fortim, s/nr. à avenida Beira-Mar, no bairro do Farol, aos cuidados do Exército Brasileiro.